# Hoya globulosa
Hoya globulosa ist eine Pflanzenart der Gattung der Wachsblumen (Hoya) aus der Unterfamilie der Seidenpflanzengewächse (Asclepiadoideae).

## Merkmale
Hoya globulosa ist eine ausdauernde, epiphytische, kletternde Pflanze mit kräftigen, verholzenden Trieben. Die Triebe sind bis etwa 5 m lang und behaart. Die Blätter sind gestielt, die Blattstiele sind 1,3 bis 2,5 cam lang. Die Blattspreiten sind elliptisch oder länglich, 12 bis 17,5 cm lang und 5 bis 9 cm breit. Sie sind lederig und behaart. Der Apex der Spreite ist lang zugespitzt, die Basis ist gerundet.
Der kugelige Blütenstand ist vielblütig und hängt nach unten. Der Blütenstandsstiel ist 7,5 bis 10 cm lang. Die Blütenstiele sind weißlich, rauhaarig und etwa 2,5 cm lang. Die Kelchblätter sind rundlich. Die gelblich oder cremefarbene Blütenkrone hat einen Durchmesser von 1,3 cm. Die Kronblattzipfel sind kurz, zurück gebogen und innen kahl. Die Nebenkrone ist an der Basis rosa gefärbt. Die staminalen Zipfel der Nebenkrone sind breit elliptisch. Der äußere Fortsatz ist rund, der innere Fortsatz ist spitz und aufrecht. Die großen Staubblattfortsätze sind relativ breit.
Die Balgfrucht ist 30 bis 40 cm lang und sehr dünn. Der Same misst 7 mm in der Länge und ist stark abgeflacht.

## Geographische Verbreitung und Habitat
Das Verbreitungsgebiet der Art sind subtropische Bergwälder in Bhutan, Sikkim und Westbengalen (Indien), Laos, Vietnam und Südchina. Nach Wennström und Stenman soll die Art auch in Myanmar und Thailand gefunden worden sein.
Sie wächst nicht nur epiphytisch auf Bäumen, sondern auch auf Felsen in primären und auch sekundären Wäldern. In Sikkim und Westbengalen kommt die Art von etwa 550 bis 1.200 m über Meereshöhe vor. Averyanov et al. fanden sie in Laos und Vietnam auf 350 bis 1.150 m über Meereshöhe.

## Taxonomie
Das Taxon Hoya globulosa wurde von Joseph Dalton Hooker (Bot. Kürzel: Hook.f.) erstmals beschrieben. Der Lectotypus wird im Herbarium Kew Gardens aufbewahrt (Hooker Hoya no. 32 [BM, K]).